# Christian Rose (Theologe)

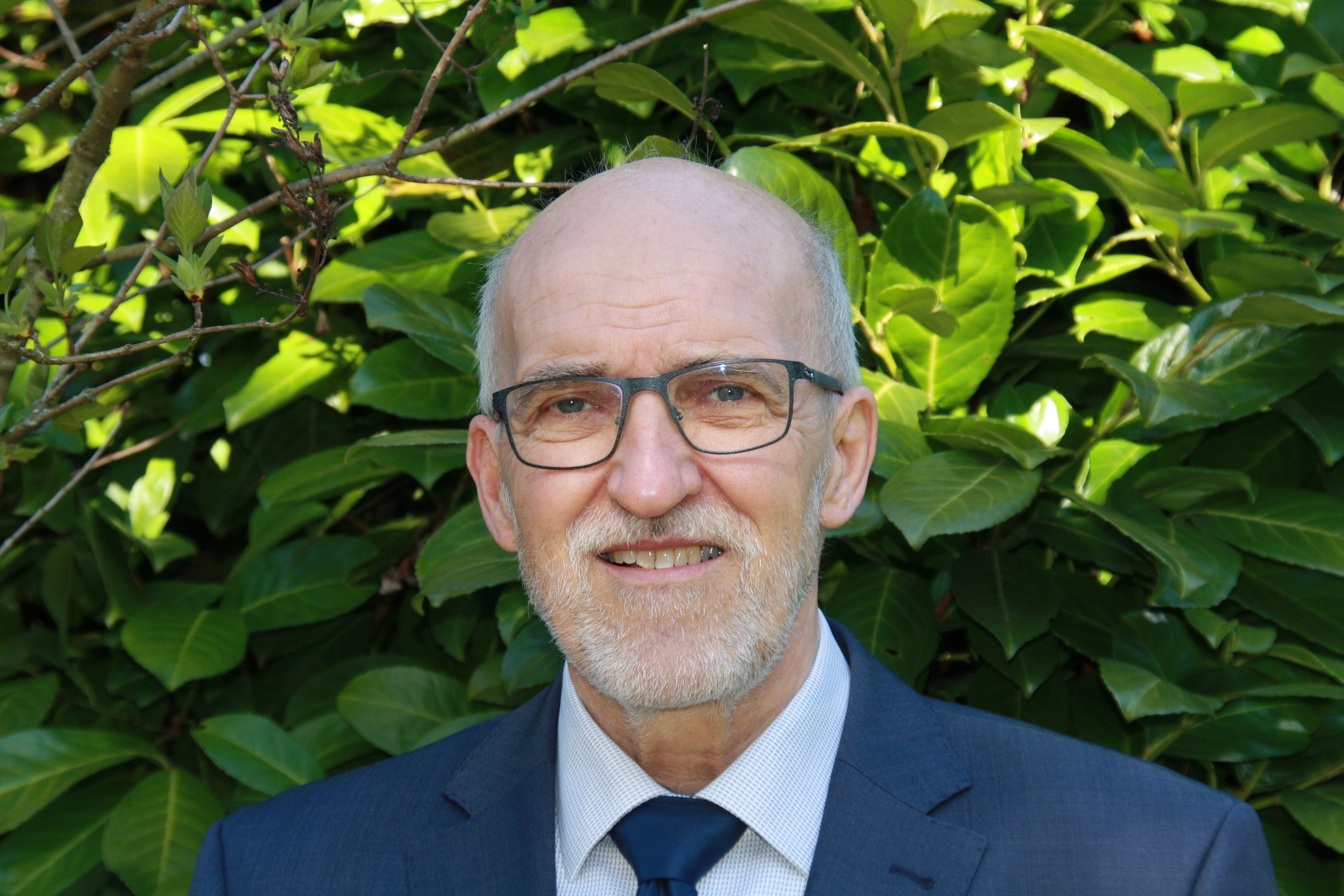
Christian Rose

Christian Rose (* 18. September 1955 in Göppingen) ist ein deutscher evangelischer Theologe, langjähriger Prälat der Evangelischen Landeskirche in Württemberg in der Prälatur Reutlingen und Frühprediger an der Marienkirche Reutlingen.

## Leben und Wirken
Rose wuchs in Göppingen auf und besuchte dort die Schule. Sein Fachhochschulstudium absolvierte er in Stuttgart mit dem Abschluss als Diplom-Verwaltungswirt. Von 1977 bis 1984 studierte er evangelische Theologie an der Evangelischen Theologischen Fakultät der Universität Tübingen und war von 1984 bis 1990 ebenda Wissenschaftlicher Assistent bei Hans-Peter Rüger (AT, Seminardirektor) und Otfried Hofius (NT) und stellvertretender Seminardirektor mit Verantwortung für die Seminar- und Bibliotheksverwaltung. Er bot Lehrveranstaltungen in der Abteilung Neues Testament an. Während des Neubaus des Theologicums war er zuständig für die Zusammenführung der katholischen und evangelischen Fakultätsbibliotheken.
1991 erfolgte die Promotion mit der Arbeit Die Wolke der Zeugen. Eine exegetisch-traditionsgeschichtliche Untersuchung von Hebräer 10,32–12,3. Von 1990 bis 1992 folgte ein Vikariat und ein Pfarrvikariat in Dettenhausen. Von 1992 bis 1998 hatte er eine Pfarrstelle an der Pauluskirche II in Heidenheim inne.
Rose lehrte von 1998 bis 2007 als Professor für Biblische Theologie und Gemeindediakonie an der Evangelischen Hochschule auf der Karlshöhe Ludwigsburg. Er war von 2003 bis 2007 Rektor der Hochschule und von 2007 bis 2021 Prälat der Prälatur Reutlingen in der Evangelischen Landeskirche in Württemberg.

### Privates
Rose ist mit Brunhilde Rose verheiratet, gemeinsam sind sie Eltern von vier Kindern und Großeltern von fünf Enkelkindern.

## Engagement und Ehrenämter
- Vorsitzender des Kuratoriums des Stifts Urach, 2016–2022
- Vorsitzender des Evangelischen Landesverbands - Tageseinrichtungen für Kinder in Württemberg e. V., 2008–2021
- Gründungsmitglied der Arbeitsgemeinschaft Klöster,[3] 2012
- Stellvertretender Vorsitzender des Stiftungsrats der BruderhausDiakonie, seit 2013
- Vorsitzender des Beirats für Ethik und Theologie der BruderhausDiakonie, seit 2014
- Stellvertretender Vorsitzender der Inklusionskonferenz im Landkreis Reutlingen, 2014–2021
- Mitglied im Leitungskreis der Gemeinschaft evangelischer Zisterziensererben, 2015–2023
- Mitglied im Verwaltungsrat der Stiftung Karlshöhe Ludwigsburg, 2004–2009
- Mitglied im Stiftungsrat der Großheppacher Schwesternschaft, 2008–2014
- Mitglied im Beirat Geistliche Begleitung und im Beirat des Hauses Respiratio auf dem Schwanberg, 2012–2021
- Mitglied beim Runden Tisch Ökumene der Evangelischen Landeskirche Württemberg, 2009–2021
- Mitglied im Orthodoxiearbeitskreis der Evangelischen Landeskirche Württemberg und der EKD

## Veröffentlichungen (Auswahl)
- Die Wolke der Zeugen (= Wissenschaftliche Untersuchungen zum Neuen Testament 2. Reihe, Bd. 60). Mohr Verlag, Tübingen 1994, ISBN 3-16-146012-X.
- Der Hebräerbrief. Vandenhoeck & Ruprecht, Göttingen 2019, ISBN 978-3-7887-3491-6.
- mit Norbert Collmar: Das soziale lernen, das soziale tun. Spurensuche zwischen Diakonie, Religionspädagogik und Sozialer Arbeit. Neukirchener Verlag, Neukirchen-Vluyn 2003, ISBN 978-3-7887-1927-2.
- Diakonische und religionspädagogische Aufsätze in verschiedenen Büchern und Zeitschriften
- Zahlreiche Predigtmeditationen und Predigten in verschiedenen Zeitschriften